# 邢巒
邢 巒（けい らん、464年 - 514年）は、北魏の官僚・軍人。字は山賓。本貫は河間郡鄚県。

## 経歴
邢脩年の子として生まれた。若くして学問を好み、書伝を広く読んだ。中書博士に任じられ、員外散騎侍郎に転じた。493年（太和17年）、員外散騎常侍を兼ね、南朝斉に対する使者をつとめた。帰国すると、通直郎に任じられ、中書侍郎に転じた。後に黄門郎を兼ねた。
496年（太和20年）、皇太子元恂が廃位された。497年（太和21年）、李彪が元恂の反乱計画を上奏すると、邢巒は咸陽王元禧とともに孝文帝の命を受けて元恂を河陽で毒殺した。この年から翌498年（太和22年）にかけて、孝文帝の南征に従い、新野から漢水の北に入った。ほどなく正黄門・兼御史中尉・瀛州大中正に任じられ、散騎常侍・兼尚書に転じた。宣武帝の景明年間、散騎常侍のまま、正式に尚書となった。
504年（正始元年）12月、南朝梁の梁秦二州行事の夏侯道遷が漢中で北魏に降伏してくると、邢巒は使持節・都督征梁漢諸軍事の任を加えられ、仮の鎮西将軍となって、その応接にあたることとなった。505年（正始2年）、邢巒が漢中に到着すると、白馬以西の地がまだ帰順していなかったため、寧遠将軍の楊挙や統軍の楊衆愛・氾洪雅らに6000の兵を与えてこれを討たせた。補谷戍主の何法静を破り、関城を降し、梁の輔国将軍の任僧幼ら30将あまりを帰順させた。梁の平西将軍の李天賜や晋寿郡太守の王景胤らが7000の兵を率いて石亭に駐屯していたため、邢巒は統軍の韓多宝らに兵を与えてこれを攻撃させ、李天賜の前軍の趙拝を破り、1300人を捕斬した。また統軍の李義珍を派遣して晋寿郡を討たせると、王景胤が逃走したため、これを平定した。邢巒は使持節・安西将軍・梁秦二州刺史に任じられた。邢巒は巴州刺史の厳玄思を派遣して、梁の巴西郡を討たせ、太守の龐景民を斬った。
ときに梁の冠軍将軍の孔陵らが2万の兵を率いて深坑に駐屯しており、冠軍将軍の魯方達が南安を固めており、冠軍将軍の任僧褒や輔国将軍の李畎が石同に駐屯していた。邢巒の統軍の王足がこれらを撃破して、梁の輔国将軍の楽保明や寧朔将軍の李伯度や龍驤将軍の李思賢らを斬首した。王足はさらに進んで梁の輔国将軍の范峻を攻撃して破った。孔陵らは敗残の兵をまとめて梓潼に逃げ込んだが、王足はこれもまた破って、梁の輔国将軍の符伯度を斬り、涪城に迫った。
巴西郡を守らせていた軍主の李仲遷が梁将の張法養の娘に溺れて酒色にふけり、公務を疎かにしたため、邢巒は怒りをつのらせた。李仲遷はおそれて反乱を計画した。巴西の城民が李仲遷の首を斬って、城ごと梁将の譙希遠に降伏したため、巴西郡を失陥した。武興氐の楊集起や楊集義らが反乱を起こすと、邢巒は統軍傅豎眼を派遣して武興を攻め落とさせた。邢巒は洛陽に召還されて度支尚書に任じられた。
506年（正始3年）、梁軍が北魏の徐州や兗州に侵入して、国境地帯の駐屯地や城塞を相次いで攻め落としたため、邢巒は使持節・都督東討諸軍事・安東将軍に任じられて、その対処にあたることとなった。先だって梁の輔国将軍の蕭及先が2万の兵を率いて固城を陥落させていた。また梁の冠軍将軍の魯献文や驍騎将軍の桓和らが1万の兵を率いて、孤山に駐屯した。さらに梁将の角念らが1万の兵を率いて、現地の民衆を扇動し、離反させていた。邢巒は統軍の樊魯を派遣して桓和を討たせ、別将の元恒に固城を攻めさせ、統軍の畢祖朽に角念を討たせた。樊魯は桓和らを破って80里あまりにわたって追撃し、4000人あまりを斬首した。また元恒が固城を奪回し、畢祖朽が角念らを破ったため、兗州は平定された。邢巒は梁将の藍懐恭を睢口で破り、宿預を包囲した。藍懐恭らが清南に城を建て、水陸の交通路を遮断しようとしたため、邢巒は楊大眼や劉思祖らに梁軍の船を焼き討ちさせ、その城を攻め落として藍懐恭を斬った。梁の張恵紹は宿預を放棄して撤退し、蕭景も淮陽から南に退却した。
北魏の中山王元英が宿預での戦勝に乗じて鍾離を攻撃したが、邢巒は苦戦を予想して宣武帝に上表した。邢巒の予見通り、元英は鍾離の戦いで敗戦した。
ときに邢巒は侍中の盧昶と反目していた。盧昶は元暉とともに宣武帝の寵臣であり、また御史中尉の崔亮は盧昶の党与であった。盧昶と元暉は邢巒が漢中で良民を拐かして奴婢に落とした事件を崔亮に糾弾させた。邢巒は盧昶らに陥れられるのを恐れて、漢中で得た巴西郡太守の龐景民の娘の龐化生ら20人あまりを元暉に贈った。これを喜んだ元暉が邢巒を弁護し、高肇も同調したため、邢巒は罪に問われなかった。
508年（永平元年）、豫州懸瓠の城民の白早生が刺史の司馬悦を殺して、南朝梁につくと、梁の冠軍将軍の斉苟仁が兵を率いて懸瓠に入った。邢巒は宣武帝の命により羽林の精鋭を率いて討伐にあたることとなり、宿預の功を賞されて、平舒県開国伯に封じられた。邢巒は騎兵800を率いて急行し、5日で鮑口に入った。反乱軍の大将の胡孝智を撃破し、さらに懸瓠城を出てきた反乱軍を破り、汝水を渡った。邢巒は使持節・仮鎮南将軍・都督南討諸軍事となった。中山王元英が三関を討って、懸瓠に到着すると、邢巒は元英と協力して懸瓠城を攻撃した。梁将の斉苟仁ら21人が開門して降伏してくると、邢巒は白早生ら数十人を斬った。豫州が平定されると、邢巒は洛陽に凱旋した。
殿中尚書に転じ、撫軍将軍の号を加えられた。514年（延昌3年）、突然の病のため死去した。享年は51。諡は文定といった。

## 妻子

### 妻
- 崔叔蘭（崔弁の次女）
- 元純陀（任城王拓跋雲の五女。邢巒の死後に出家して大覚寺の比丘尼となり、法字を智首といった）

### 子
- 邢遜

## 逸話
邢巒の急死は、董卓に呪い殺されたからだという逸話が伝えられている。邢巒は洛陽城内の南東、青陽門に近い永和里に居をかまえていた。後漢末、そこには董卓の邸宅があった。里の南北にある池もまた、董卓が造成したものだという。当時、この地を掘ると金銀財宝が得られるとの噂があり、邢巒は家人に命じて発掘させた。庭からは丹砂（辰砂）や五銖銭が出土する。何度も発掘させた結果、「董」の字の銘が印された金銀を発見した。ある夜、邢巒は奇妙な夢をみた。肥満体の男が俺の宝を返せと詰め寄る。邢巒は男を董卓とみて、宝は私の物だとはねつける。それから間もなく、邢巒はにわかに急病を発し亡くなる。人々は董卓の祟りだと噂しあった。（北魏・楊衒之『洛陽伽藍記』巻1 修梵寺）

## 伝記資料
- 『魏書』巻65 列伝第53
- 『北史』巻43 列伝第31
- 魏故車騎大将軍平舒文定邢公継夫人大覚寺比丘元尼墓誌銘并序（元純陀墓誌）